# Erich Feldmann
Erich Emil Feldmann (ur. 17 maja 1893 w Elberfeld, zm. 19 września 1978 w Bonn) – niemiecki historyk filozofii i pedagog. Jest uważany za twórcę niemieckiej nauki o komunikacji.

## Życiorys
Erich Feldmann urodził się w rodzinie właściciela fabryki Emila Feldmanna. W latach 1911–1914 studiował na Uniwersytecie w Bonn filozofię, pedagogikę, psychologię, historię i filologię. W 1919 napisał pod kierunkiem Adolfa Dyroffa i obronił na Uniwersytecie w Bonn doktorat z dziedziny historii filozofii na temat Josepha Neuhäusera. Od 1922 do 1924 roku był wykładowcą w Niemieckim Instytucie Pedagogiki Naukowej w Münster. Od maja 1925 Feldmann stał na czele Instytutu Pedagogicznego w Moguncji i był w nim profesorem pedagogiki. Od 1929 roku był tzw. privatdozentem na Uniwersytecie w Bonn. W 1932 roku założył instytut edukacji międzynarodowej w Moguncji. W grudniu 1933 Instytut Pedagogiczny w Moguncji został rozwiązany przez rząd narodowo-socjalistyczny, a Feldmann został przeniesiony w stan spoczynku. Erich Feldmann należał przez pewien okres do katolickiej Niemieckiej Partii Centrum, przystąpił jednak w 1934 do Narodowosocjalistycznego Związku Nauczycieli (Nationalsozialistischer Lehrerbund) i do SA i pracował jako referent ds. szkolenia w tej organizacji. Należał też do Niemieckiego Frontu Pracy i Narodowo-Socjalistycznego Związku Docentów (Nationalsozialistischer Deutscher Dozentenbund). W 1937 roku został członkiem NSDAP; w SA awansował w 1939 do stopnia kapitana (Hauptsturmführer). W latach 1933–1934 był wykładowcą w Państwowej Akademii w Braniewie w Prusach Wschodnich. W 1939 został docentem w Bonn. W 1940 roku Erich Feldmann został nadplanowym profesorem filozofii i pedagogiki na Uniwersytecie w Bonn. Tam nauczał również edukacji wojskowej.
Po zakończeniu II wojny światowej Erich Feldmann został najpierw zwolniony, ale w 1950 otrzymał ponownie etat nauczyciela na Uniwersytecie w Bonn. Wykładał tam historię wychowania aż do przejścia na emeryturę w 1958 roku. W 1953 roku założył Niemieckie Towarzystwo Filmowe i Telewizyjne (Deutsche Gesellschaft für Film- und Fernsehforschung), później towarzystwo zajmujące się zagadnieniami komunikacji (Deutsche Gesellschaft für Kommunikationsforschung), którego przez kilka lat był prezesem. Swoją dalszą pracę naukową poświęcił zagadnieniom środków masowego przekazu, zwłaszcza wpływowi filmu i telewizji. Erich Feldmann zmarł 19 września 1978 roku w Bonn.

## Odznaczenia
- Order Zasługi Republiki Federalnej Niemiec, 1963